# 豪華巴士
豪華巴士（Coach），本指服務質素比一般巴士為高的服務，收費亦通常較高。豪華巴士通常在高收入地區服務，以吸引居民由私家車及的士改搭巴士。

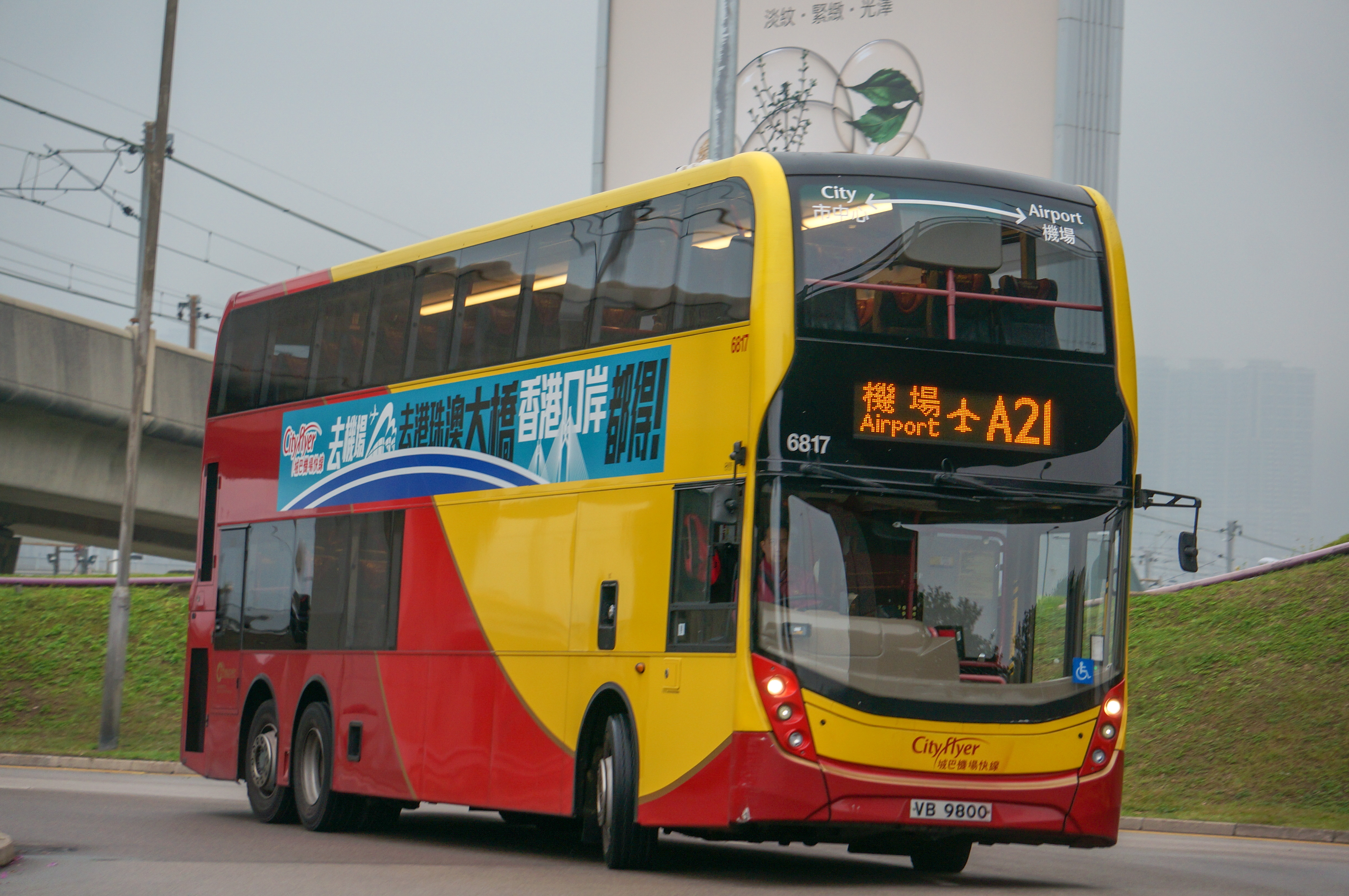
城巴機場快線使用豪華巴士。

## 豪華巴士的定義
巴士的整體服務質素從開埠以來一直有所上升，「豪華巴士」的定義亦隨著時代變遷而有所不同，從前的豪華設備在現今可能已經變成標準設備，而且每人對「豪華」一詞的定義也有所不同，故此什麼叫「豪華巴士」並沒有一個硬性定義。以下列出一些一般公認是（或曾經是）「豪華巴士」設計：
- 膠皮軟座椅（從前的巴士座椅是木板或膠板硬座）
- 設有空調（空調巴士已是專營巴士唯一選擇）
- 採用2+2座椅配置（車廂左右兩邊每排各有兩個獨立座椅，於1995年起變成空調巴士標準設備）
- 較舒適的高背座椅，或配備頭枕（熱狗座椅的椅背較矮，於1995年起變成空調巴士標準設備）
- 絨毛軟座椅

## 豪華巴士的歷史

### 九巴
九巴在1975年開始推出豪華巴士服務，當年即開辦9條新線，全以2字頭百位數字編號，站牌採用黃底紅字，以豪華版亞比安55型或百福YRQ行走。
而在1980及1981年，九巴又引入空調版本的丹尼士喝采（CF4180）及利蘭勝利二型（CM3879），行走206線。但因耗油量過高，加上載客量只有75人（上層43人，下層32人，不設企位），不符合成本效益，故在數年後改回非空調巴士（N364、G544），行走普通路線。
因為有空調及快捷的地下鐵路於1982年通車，無空調的豪華巴士路線變得物非所值，乘客量大降，除200（後稱A2）、201（後稱A1）及208外，九巴在1982至1983年把大部份豪華巴士路線取消，巧合地豪華巴士的尖沙咀總站亦在1985年9月28日停用。
在1985年，由於亞比安豪華巴士年事已高，加上不設空調，九巴引入21輛丹尼士獵鷹空調巴士（FD1-21，後期車隊編號改為AF1-20），行走200（機場至中環）及201線（機場至尖沙咀）。後來，九巴重組機場巴士線，200線改為A2，201線改為A1，並新闢A3線往銅鑼灣；九巴亦將巴士車身加上「通天巴士」字樣及相關圖案。
1987年起，九巴又引入91輛豐田Coaster，部分用作取代208線的豪華版亞比安巴士，該線在1988年2月15日全冷。九巴自1978年起於車費等級表內設立的豪華巴士收費基準自此名存實亡，豐田巴士及1990年起投入服務的三菱MK開始成為豪華巴士的新標準，直至1989年1月29日正式取消，並改為空調巴士收費基準，站牌亦一度繼承了豪華巴士路線而採用黃底紅字，自此空調巴士路線已無聲無色地代替豪華巴士路線。
赤鱲角新機場於1998年投入服務後，九巴只餘下208一條豪華巴士線。但使用車輛與普通空調巴士路線無異，只是收費較高。

#### 星級尊線
時任運輸署署長楊何蓓茵於2017年5月到訪屯門區議會時，有議員反映長途巴士線在屯門公路或青山公路行駛時，站位乘客的安全問題；署長回應指，若巴士不設站位，票價難免需要增加。一個月後，運輸及房屋局在《公共交通策略研究》中披露，顧問公司針對新型長途專營巴士服務進行乘客意見調查，結果顯示多數乘客傾向支持具備三大特徵的服務模式：包括提升舒適度（如增設寬敞座位與取消站位）、服務較快捷（如減少停站並優先使用快速公路），以及增設車廂設施（如無線上網與充電裝置），遂建議當局提出於繁忙時段開辦「豪華版長途巴士」，該服務將不設站位、停站較少及與車廂配備更全面。時任行政長官梁振英在2017年10月發表《施政報告》時進一步確立將會試辦長途豪華巴士服務。
因應上述政策，於翌年的《2018-2019年度巴士路線計劃》，九巴建議開辦兩條過海豪華巴士路線P960及P968。九巴最終宣佈P960及P968這兩條新一代豪華巴士路線於2021年7月18日投入服務，並命名為「星級尊線」。
九巴路線P960及P968豪華巴士，採用歐盟六型環保引擎，配備最新的安全裝置，包括：駕駛輔助系統、車長倦意提示系統、GreenRoad車長駕駛反饋系統、座椅安全帶等。舒適的座椅外，全車均設有窗簾、USB充電裝置及提供免費的無線上網服務，加上車廂內不設站位。2021年11月，九巴把此線用車的免費無線上網服務升級為5G無線上網服務，並在巴士下層後排位置增設無線充電器，方便乘客即使沒有攜帶充電線亦可在車生上為手提電話充電。

### 中巴

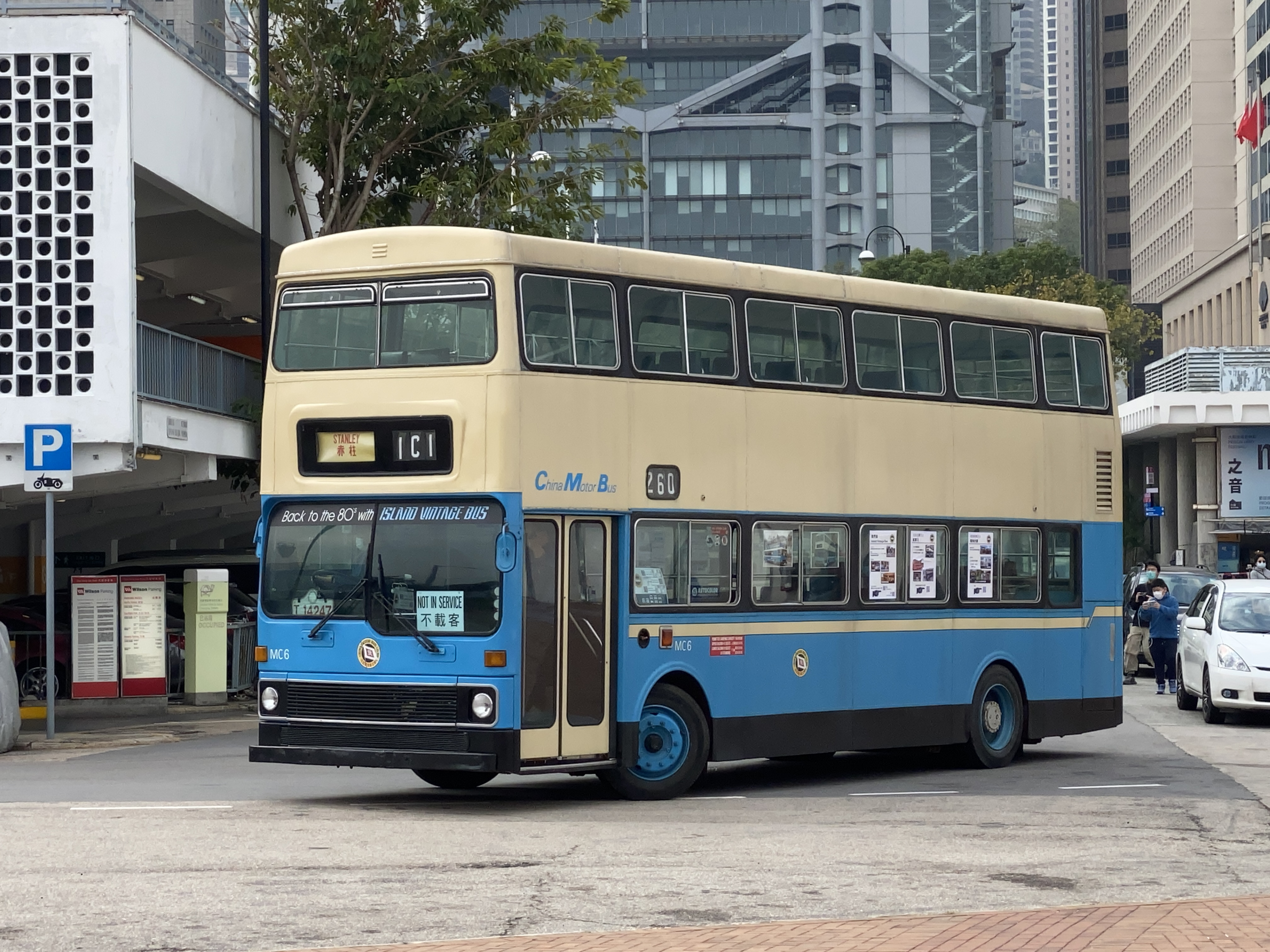
中巴豪華巴士都城嘉慕威曼都城巴士9.7米雙層巴士（MC6）。

中巴首兩條豪華巴士是60線及第一代90線，於1974年10月7日投入服務，中巴把兩台矮身版佳牌阿拉伯五型（S45和S46）加裝高背座位變身為豪華巴士，作為此兩線的專用車。但是此兩線車費定價過高，不受歡迎，很快便停辦，而該兩輛巴士亦改回普通巴士。
中巴在1978年9月1日再次推出豪華巴士服務，開辦260及262兩線，來往南區海灘及中環，站牌和車廂牌布同樣採用黃底紅字，與中巴的半直通路線共用布牌。兩線使用新購入的豪華版都城嘉慕威曼都城巴士9.7米雙層巴士（MC1-12）行走。巴士使用2+2座位配置及設有高背座椅，車身裙腳設有黑邊以作標誌。後來又在1980年購入一輛利蘭泰坦B15（TC1）服務。而第206輛DMS丹拿珍寶（XF206，DD7785）及兩輛利蘭奧林比安（BR1-2）後來亦改為豪華配置，前者編號改為FC1。
1988年8月，中巴在260及262線試行單層空調巴士，並在1991年全數改用丹尼士飛鏢（DC）空調單層巴士行走，但此兩線及後來的261線官方名義上仍然是豪華巴士路線，和當時已經開辦的5字頭空調巴士路線完全無關。
中巴自1976年起的車費等級表設有獨立的豪華巴士收費基準，1980年2月3日路線類別由「豪華」改為「特快豪華」，直至1997年12月1日取消。
1993年配合43X線投入服務，中巴在部分丹拿珍寶（LF/SF）巴士髹上MC款式的豪華巴士色彩，但內籠仍然是普通巴士格局。43X線亦只是半直通路線。

### 城巴及新巴
1998年，城巴為已定位為「旅遊路線」的260線引入裝配Alexander ALX200車身的富豪B6LE（1312-1321），設有高背座椅，是豪華巴士規格，但因配額制度實施及載客量不足，於2000年退役，260線再次改派普通巴士。此外,在1999年引入的丹尼士三叉戟10.6米（2700）都設有高背座椅和手提行李架,並試驗行走260線。現時此車已退役。
1998年，在赤鱲角的香港國際機場投入服務後，城巴開設一系列機場巴士線：A11、A12、A21、A22，並設立「城巴機場快線」形象。相關路線使用客車版丹尼士三叉戟（2100-2161），有可調較傾斜度的飛機式座椅，並設有腳踏、獨立閱讀燈、獨立落車鐘及窗簾，收費較普通路線（例如E線）為高。而2006年，配合A10投入服務，城巴將10輛猛獅NL262單層巴士（1560-1569）改裝為豪華客車規格，並改用機場巴士色彩，但現時已退役。
至於往來東涌的E線，雖然只是普通路線，城巴仍有購入丹尼士三叉戟12米半客車版雙層巴士（2202-2261），規格雖然比城巴機場快線略低，但已經比一般巴士豪華得多。此類巴士有時被城巴派往更多普通路線如新界西過海路線使用，沒有收取更高的車費，但此批巴士已退役，由一般巴士取代。
2011年，配合A29投入服務，城巴將五輛Enviro500普通版本雙層巴士（8203-8207）改用城巴機場快線色彩，以暫時舒緩車輛不足的問題，但內籠仍然是普通巴士格局，被部份巴士迷批評貨不對辦。
由於城巴及新巴初期已全空調化，而兩公司的車費等級表亦從未設有豪華巴士類別，故接手中巴的260及262線已不再歸類為豪華巴士，改屬旅遊路線並繼續收取較高收費。

### 龍運
1998年，為配合開辦香港國際機場路線，龍運亦有購買豪華巴士版本丹尼士三叉戟（501-525），行走旗下的機場巴士路線。但由於這些巴士的豪華程度遜於城巴機場快線，龍運並沒有特地把豪華巴士編定到旗下收費較高昂的A線作掛牌車行走，被部份巴士迷批評龍運經常為A線提供降級服務。

## 豪華巴士路線列表

### 九巴
歷史上九巴曾經開辦下列豪華巴士路線，不計算尚未正式取消豪華巴士收費基準期間（1987-89年）開辦的2字頭路線：
| 路線號 | 起訖點                    | 開辦/取消年份          | 備註                                                             |
| ------ | ------------------------- | ---------------------- | ---------------------------------------------------------------- |
| 200    | 啟德機場↔中環（港澳碼頭） | 1975-1986              | 由「通天巴士」A2線取代                                           |
| 201    | 啟德機場↔尖沙咀東         | 1975-1986              | 曾使用尖沙咀豪華巴士總站，由「通天巴士」A1線取代                 |
| 202    | 尖沙咀↔又一村             | 1975-1982              | 與空調巴士路線203非常近似，但並無直接關係                        |
| 203    | 尖沙咀↔慈雲山（北）       | 1976-1980              |                                                                  |
| 204    | 觀塘（裕民坊）↔美孚       | 1975-1982              |                                                                  |
| 205    | 佐敦道碼頭↔彩虹邨         | 1975/06/09 -1975/09/23 | 7月28日前曾使用尖沙咀碼頭豪華巴士站，兩個月後取消                |
| 206    | 尖沙咀↔荔枝角（橋底）     | 1975-1982              | 首台雙層空調巴士在此線行走                                       |
| 207    | 尖沙咀↔筆架山             | 1975-1983              | 由九龍區專線小巴29線代替                                         |
| 208    | 尖沙咀東↔廣播道           | 1975-                  | 唯一一條豪華巴士路線過渡為空調巴士路線並現存至今，路線經多次更改 |
| 209    | 尖沙咀↔順利邨             | 1976-1982              | 曾使用彩虹及牛頭角為總站，由26線代替                             |
| 210    | 尖沙咀↔郝德傑道           | 1976-1983              | 由九龍區專線小巴30M線代替                                        |
| 211    | 尖沙咀↔觀塘（月華街）     | 1975-1982              |                                                                  |
| 212    | 紅磡火車站↔荔枝角（橋底） | 1975-1976              | 由216線延長取代                                                  |
| 216    | 紅磡火車站↔美孚新邨       | 1976-1982              |                                                                  |
| 246    | 尖沙咀↔麗瑤邨             | 1977-1982              |                                                                  |
| 250    | 尖沙咀↔元朗（東）         | 1975-1982              | 假日線，經渡船街，有限度停站                                     |
| 281    | 沙田市中心↔富豪花園       | 1985-1988              | 最後開辦非空調豪華巴士線，以284線代替                            |
| 291    | 九龍城碼頭↔清水灣         | 1975-1982              | 夏季假日線，曾使用大澳門為總站                                   |
| 291M   | 彩虹地鐵站↔銀線灣         | 1980-1981              | 假日線                                                           |
| 293    | 九龍城碼頭↔大網仔         | 1975-1982              | 冬季假日線                                                       |

### 中巴
歷史上中巴曾經開辦下列豪華巴士路線，不計算試辦形式的中巴60線及第一代90線及節日路線：
| 路線號 | 起訖點                    | 開辦/取消年份 | 備註                                                                     |
| ------ | ------------------------- | ------------- | ------------------------------------------------------------------------ |
| 260    | 中環（交易廣場）↔赤柱監獄 | 1978-         | 1995年9月1日由城巴接辦，改為旅遊路線營辦至今                             |
| 261    | 中環（交易廣場）↔舂坎角   | 1991-1994     | 由262線分拆                                                              |
| 262    | 中環（交易廣場）↔馬坑邨   | 1978-2004     | 曾以舂坎角為總站，1997年取消豪華巴士路線稱呼，中巴專營權結束後由新巴接辦 |

### 城巴
城巴機場快線列表請參閱相關條目。除此以外歷史上城巴並沒有營辦豪華巴士路線。

## 相關術語

### 升級服務

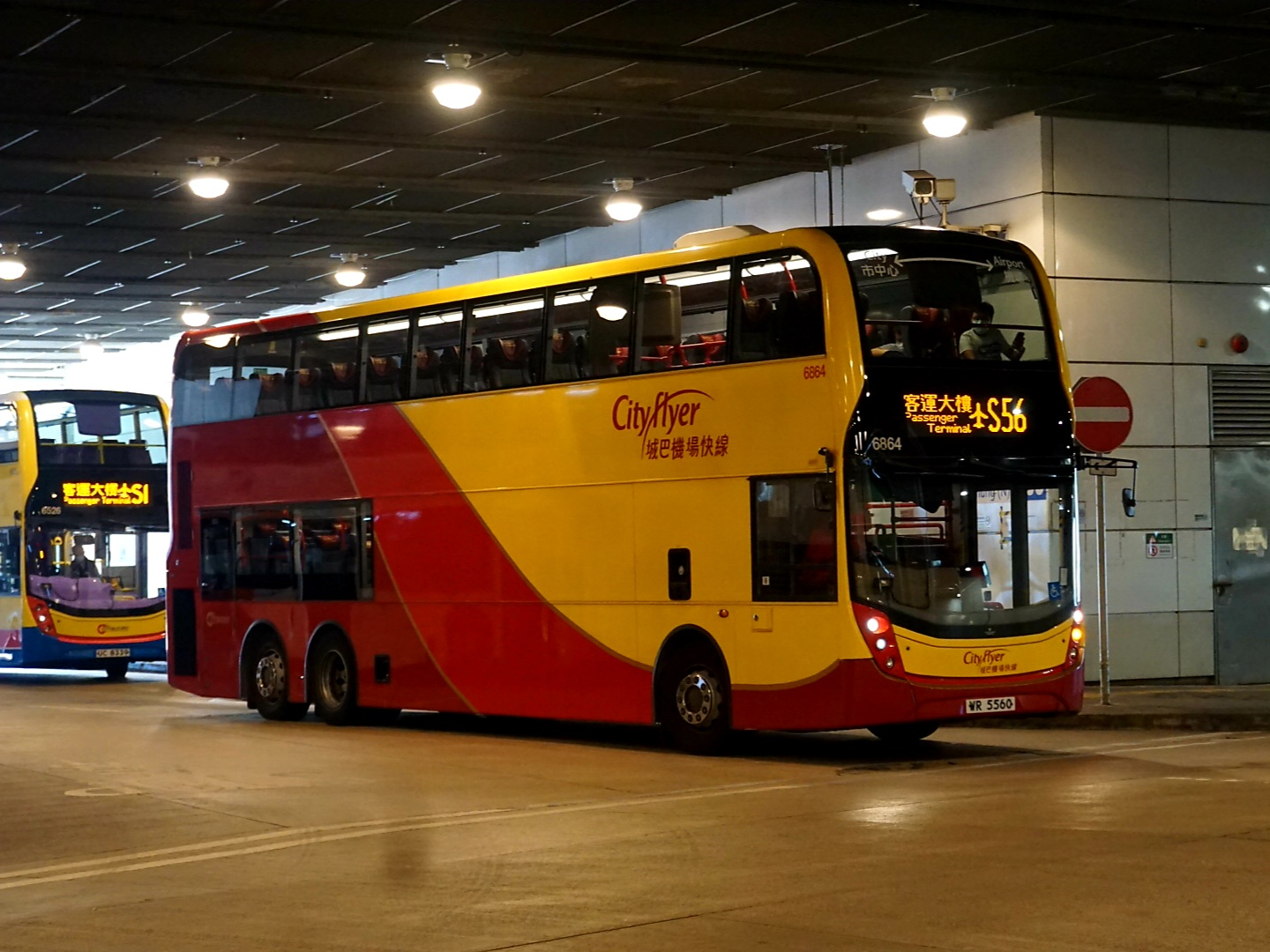
城巴S56線曾臨時使用城巴機場快線車輛

有時候，因為車務問題，有些沒有收取豪華票價的普通巴士路線經常使用豪華巴士，巴士迷稱此現象為升級服務。例子有：
- 除城巴機場快線以外，各條T廠參與派車的城巴路線：
  - 所有E線
  - 城巴S56線
  - 過海隧道巴士952P線
  - 過海隧道巴士962線
- 龍運派車的機場穿梭巴士S1線、S64線和所有E線

### 降級服務

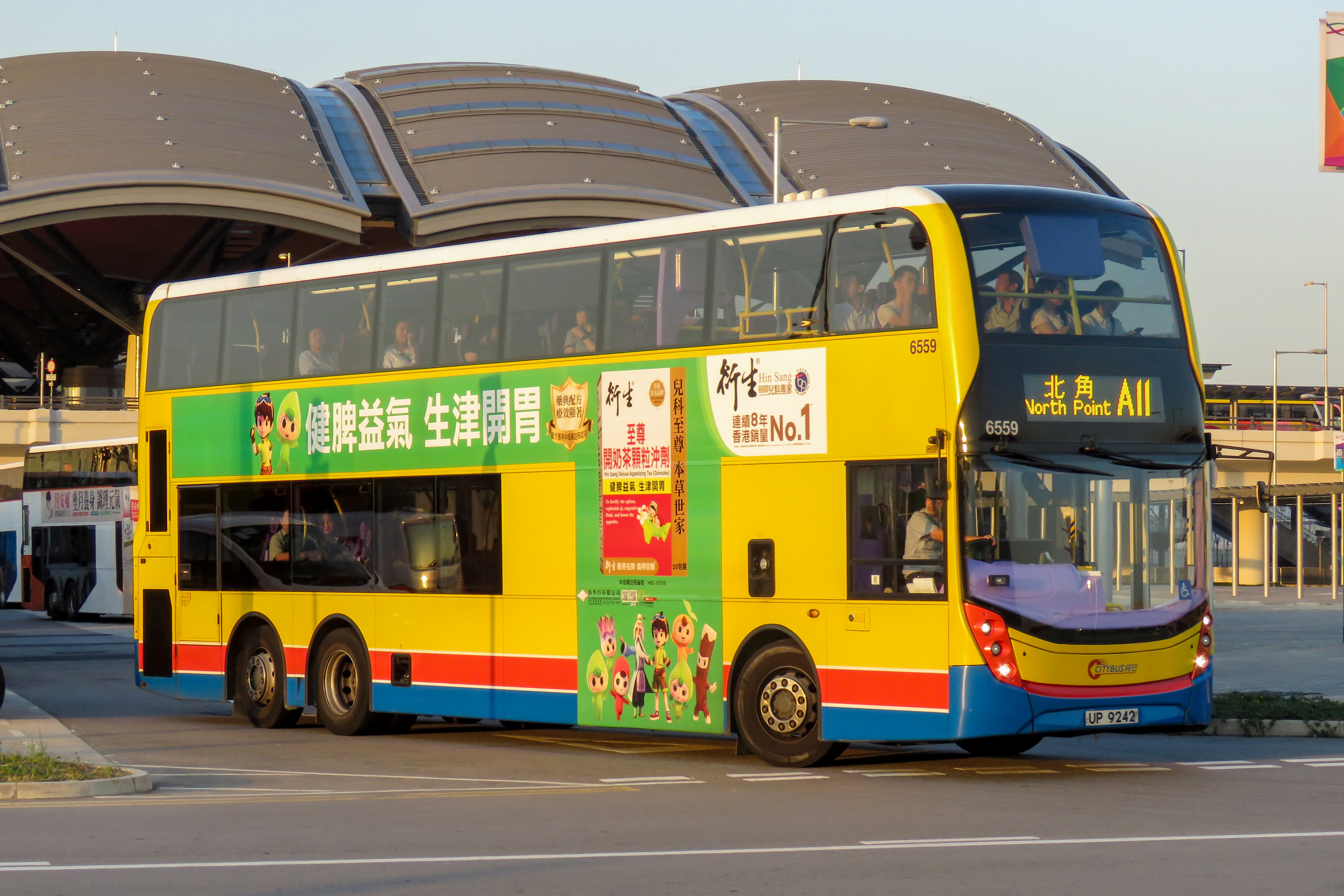
城巴A11線曾用普通規格巴士疏導跨橋客流

相反，同樣因為車務問題，有些收取高昂豪華票價路線可能使用普通巴士，巴士迷稱此現象為降級服務。例子有：
- 城巴A10線因壞車而拉伕普通巴士
- 機場博覽館散場時，以城巴機場快線名義開辦特車，以普通巴士行走
- 繞經港珠澳大橋香港口岸的城巴機場快線各線以普通巴士疏導經大橋入境旅客
- 龍運所有A線